# Nektarium

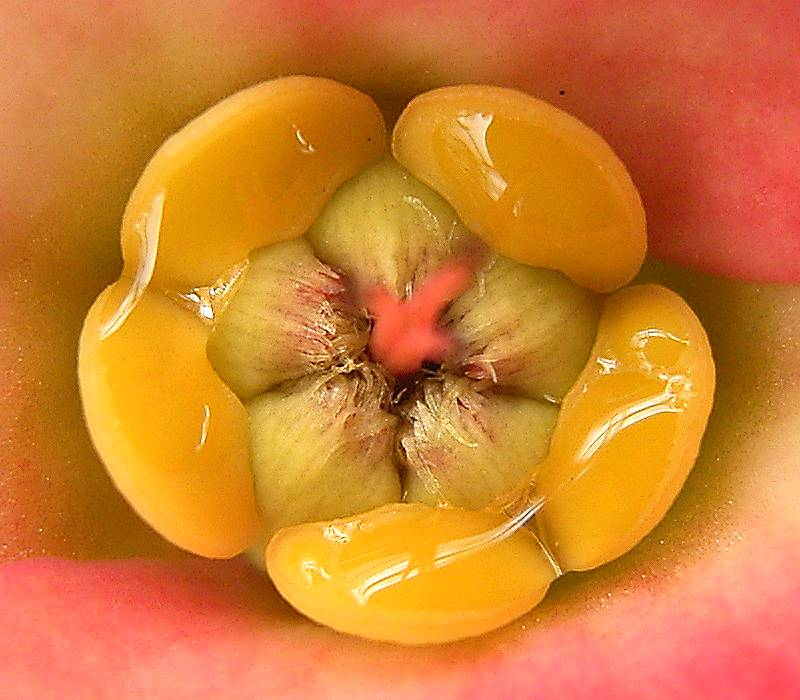

Nektarium är det botaniska namnet för en nektarkörtel, de körtelorgan som producerar nektar hos blommande växter. 
Hos de flesta växter finns nektarierna i själva blomman, och dessa kallas då florala nektarier. Men hos vissa växter finns nektarier utanför själva blomman, och dessa kallas då för friliggande.
Nektarkörtel kan ibland kallas för honungskörtel, fast det strikt sett inte är honung de producerar.